# Uppsala centrum

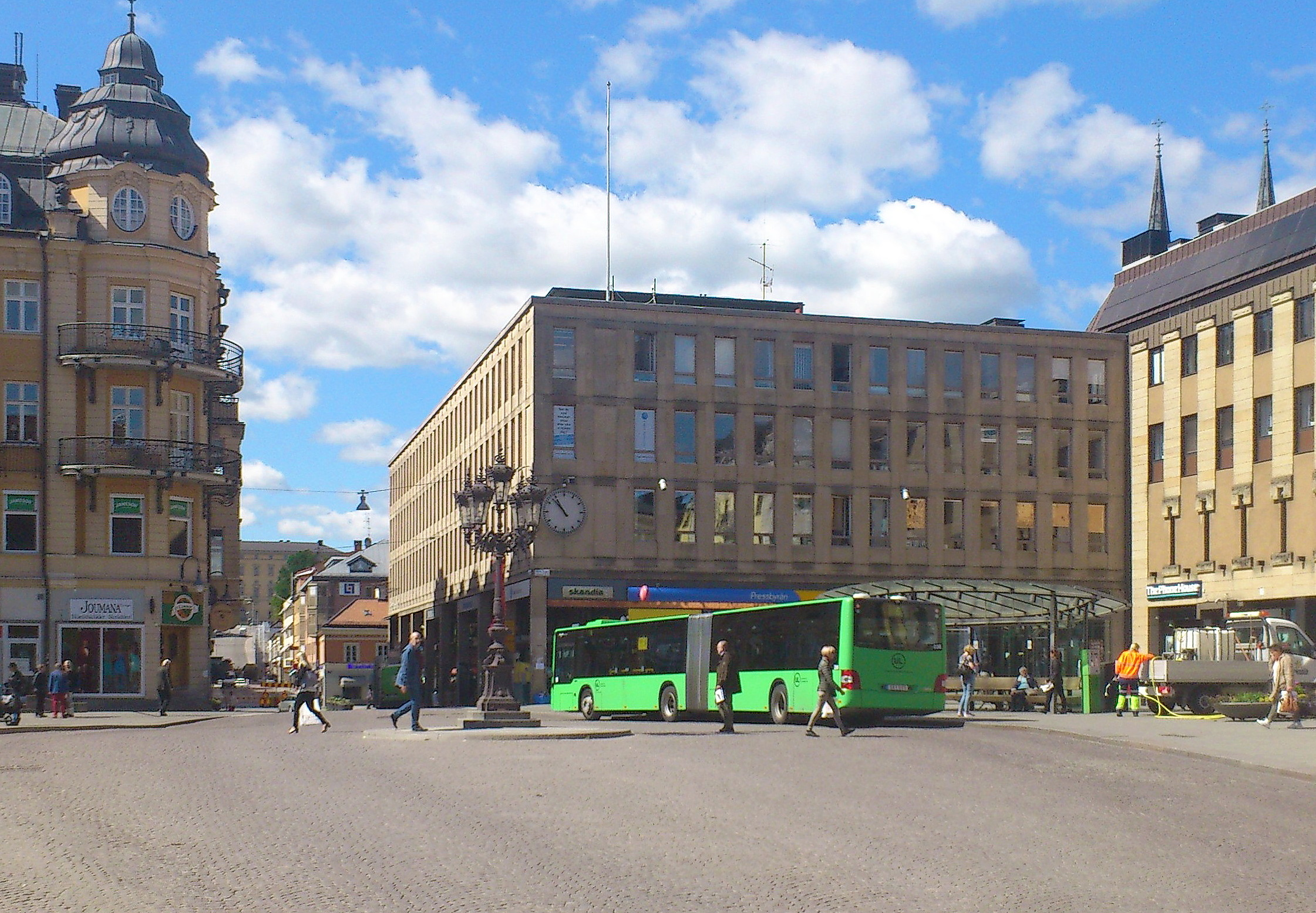
Stora Torget i Uppsala före ombyggnationen

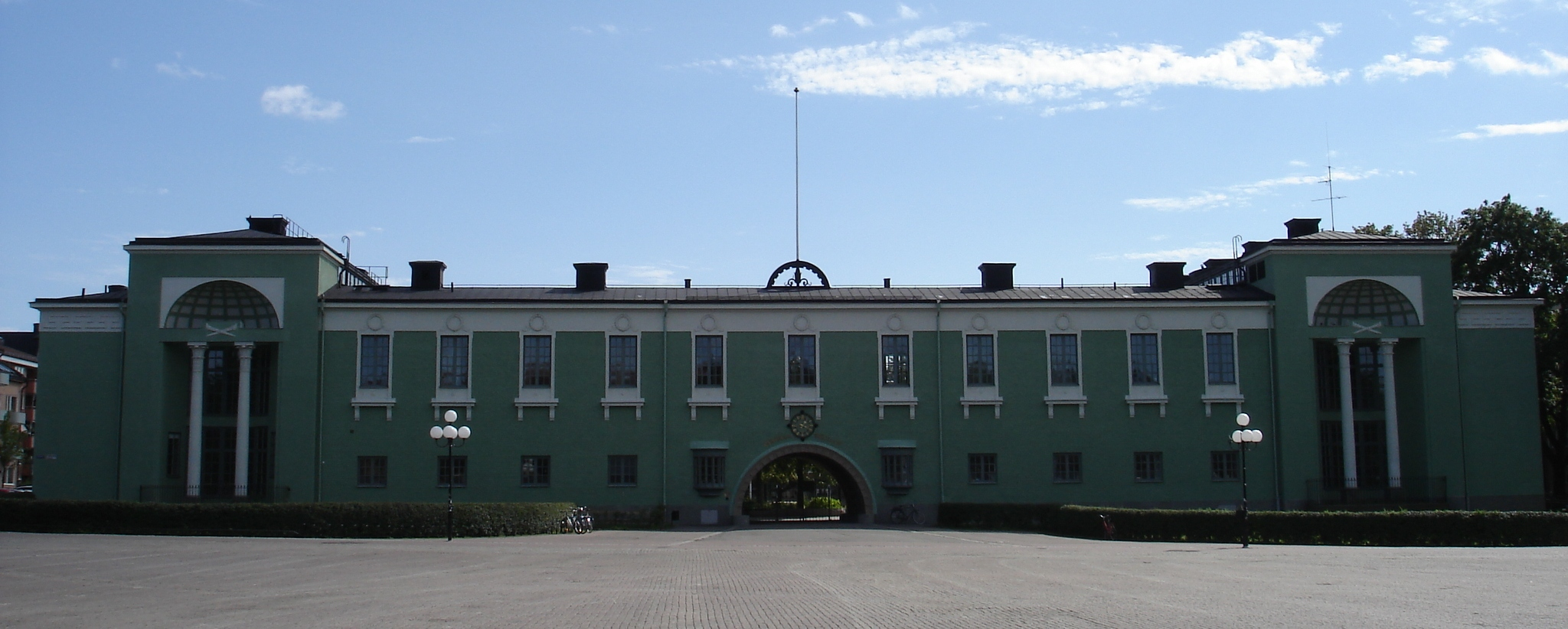
Vaksalaskolan vid Vaksala Torg

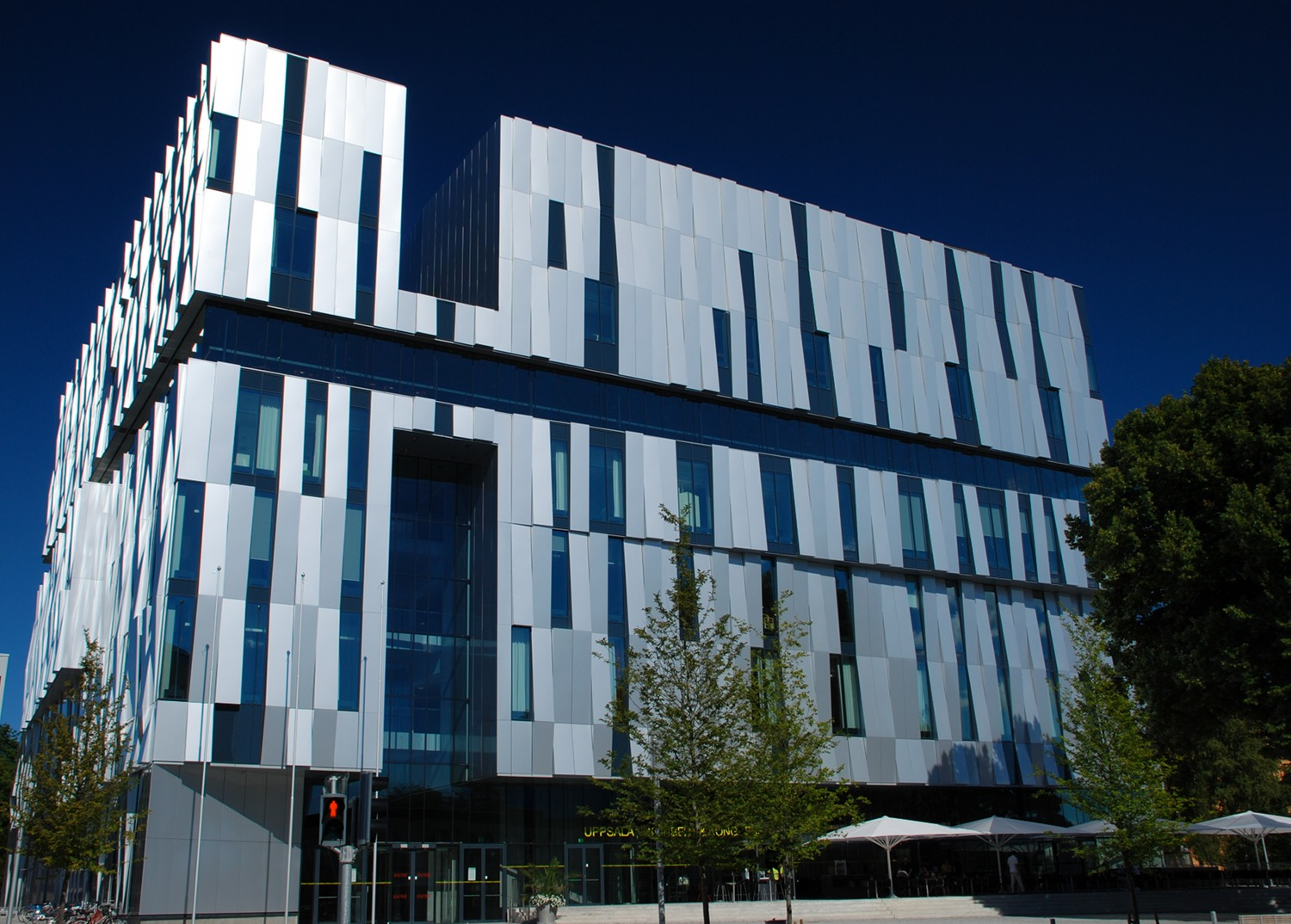
Uppsala Konsert och Kongress (UKK)

Uppsala centrum är en stadsdel i centrala Uppsala, huvudsakligen öster om Fyrisån och väster om järnvägen med tyngdpunkt nära Stora torget, men hit räknas också området runt Vaksala torg öster om järnvägen. Ibland kan även Fjärdingen väster om Fyrisån inkluderas i begreppet Centrum. 
Uppsala centrum kallas även City av företagen i området och av Uppsalabuss. Ett något mindre område (kvarteren i före detta S:t Pers församling) avgränsat i väster av ån, i öster av järnvägen, i norr av Sankt Olofsgatan och i söder av Bangårdsgatan (de inre delarna av Svarbäcken och Kungsängen), uppfattas av de flesta som en egen stadsdel, Dragarbrunn.
Uppsala är en stad i stark tillväxt och kommunens tjänstemän använder numera det vidare begreppet Innerstaden som inkluderar förutom Dragarbrunn och Fjärdingen på vardera åsidan även angränsande partier av de kringliggande stadsdelarna Luthagen, Svartbäcken, Kungsängen, Kvarngärdet (Höganäs) och Fålhagen (Almtuna).
Cityhandeln är alltjämt omfattande trots framväxt av stora handelsplatser i Uppsalas ytterområden, till exempel Boländerna och Gränby. Handeln har sedan den medeltida köpstadens tillblivelse under namnet Östra Aros (på 1200-talet namnändrad till Uppsala), sin tyngdpunkt i Dragarbrunn. Även här öster om ån finns numera ett växande nöjesliv, till exempel restauranger, nattklubbar, Uppsala Stadsteater och Konserthuset Uppsala Konsert & Kongress men det har i mindre grad än det i Fjärdingen med sina studentnationer, anknytning till universitetet. 
Vid Fyrisåns stränder och i hamnen finns ett växande antal restauranger, sommartid med uteservering och nära resecentrum finns bland annat musikpuben Katalin där kända artister uppträder flera gånger i veckan. Viktiga nordväst-sydostliga gator är Kungsängsgatan–Svartbäcksgatan, som är gågator på båda sidor om Stora torget, Dragarbrunnsgatan och Kungsgatan. Drottninggatan–Vaksalagatan är ett stort stråk i sydväst-nordostlig riktning.
De flesta stadsbusslinjerna möts vid Stadshuset, vid korsningen mellan Vaksalagatan och Kungsgatan. byggdes 2005-2011 vid Centralstationen i stadsdelens östliga delar. Där finns en passage under järnvägsspåren och en ny stationsbyggnad (med fasad dekorerad med järnvägsräls) bredvid den gamla. På platsen framför resecentrum finns flera konstverk, bland annat en känd staty av Bror Hjorth (Näckens Polska). På västra sidan om spåren, nära den mesta cityhandeln, finns hållplatser för stadsbussar och terminal för landsbygdsbussarna. Parkeringsgarage under mark finns öster om spåren vid den nya Stationsgatan som via Bergsbrunnagatan leder till Boländernas industri- och handelsområde cirka tre kilometer sydost om Uppsala centrum.